# Gisborne (Austrália)
Gisborne ( /ˈɡɪzbərn/ ) é uma cidade na cordilheira Macedon, localizada a cerca de 54 km a noroeste de Melbourne, na Austrália. Com uma população de 14.432 em junho de 2021 na região do distrito de Gisborne.
Gisborne é conhecida por suas propriedades rurais, ruas arborizadas, restaurantes e cafés. A cidade se tornou um destino popular de qualidade de vida para os moradores de Melbourne que buscam um estilo de vida tranquilo.

## Geografia
Com uma densidade populacional de cerca de 70 pessoas por km², a área ao redor de Gisborne é relativamente densamente povoada. O clima é temperado oceânico.  A temperatura média é de 14 °C. O mês mais quente é janeiro, com 23  °C , e o mais frio é junho, com 6 °C.  A precipitação média anual é de 971 mm. O mês mais chuvoso é junho, com 115 mm, e o mais seco é janeiro, com 34 mm.
| Gráfico climático para Gisborne                | Gráfico climático para Gisborne | Gráfico climático para Gisborne | Gráfico climático para Gisborne | Gráfico climático para Gisborne | Gráfico climático para Gisborne | Gráfico climático para Gisborne | Gráfico climático para Gisborne | Gráfico climático para Gisborne | Gráfico climático para Gisborne | Gráfico climático para Gisborne | Gráfico climático para Gisborne |
| ---------------------------------------------- | ------------------------------- | ------------------------------- | ------------------------------- | ------------------------------- | ------------------------------- | ------------------------------- | ------------------------------- | ------------------------------- | ------------------------------- | ------------------------------- | ------------------------------- |
| J                                              | F                               | M                               | A                               | M                               | J                               | J                               | A                               | S                               | O                               | N                               | D                               |
| 34 12                                          | 84 35 11                        | 66 27 10                        | 71 21 7                         | 103 14 5                        | 115 10 3                        | 105 9 3                         | 96 10 4                         | 102 13 4                        | 74 18 7                         | 67 27 7                         | 54 28 9                         |
| Temperaturas em °C • Precipitações em mmFonte: |                                 |                                 |                                 |                                 |                                 |                                 |                                 |                                 |                                 |                                 |                                 |